# Black Mirrors
Cet article possède un paronyme, voir Black Mirror.
Black Mirrors est un groupe belge de garage rock, originaire de Bruxelles.

## Histoire
En été 2013, la chanteuse Marcella Di Troia lance un groupe entièrement féminin. Elle trouve rapidement une batteuse et une bassiste, mais la recherche d'une guitariste adéquate s'est avérée difficile. N'ayant pas trouvé de candidate adéquate, Pierre Lateur se joint au groupe. Après quelques jam sessions, le groupe commence à investir plus de temps et à écrire ses propres chansons. Mais la batteuse et la bassiste quittent alors le groupe par manque de temps. Pour les remplacer, les membres restants font appel à deux amis musiciens, Gino Capon et Edouard Cabuy. Fin 2013, le groupe donne ses premiers concerts et enregistré son premier EP, sans titre et qui sort un an plus tard en autoproduction.
En 2015, les Black Mirrors jouent au festival Out and Loud. Un an plus tard, le groupe enregistre son deuxième EP et est signé par Napalm Records ainsi que par le management du groupe Blues Pills. Funky Queen sort le 3 mars 2017 et contient, outre trois compositions originales, une reprise de la chanson Kick Out the Jams du MC5. Le groupe a ensuite effectué une tournée européenne en première partie de Horisont.
En octobre 2017, les Black Mirrors jouent au festival Crossroads, à Bonn. La WDR enregistre le concert et le diffuse plus tard dans l'émission Rockpalast. Le groupe enregistre ensuite son premier album. Look into the Black Mirror sort le 31 août 2018 et se classe à la 114e place du classement des albums wallons et à la 186e place du classement des albums flamands. En automne 2018, le groupe effectue une tournée européenne en première partie de The Vintage Caravan et de The Night Flight Orchestra.
Pour le 4 novembre 2022, Black Mirrors annonce la sortie de son deuxième album studio Tomorrow Will Be Without Us.

## Style musical
Si la musique du groupe était encore fortement influencée par Radiohead sur le premier EP, les Black Mirrors sont par la suite plutôt classés dans les genres blues rock et garage rock. Ralfi Ralf du magazine en ligne Metal-Heads.de décrit le style musical des Black Mirrors comme un mélange sauvage d'Anouk et de Janis Joplin, couplé à du Nirvana et des Queens of the Stone Age. Marcella Di Troia cite encore Jack White, Led Zeppelin et Jimi Hendrix comme influences.

## Discographie

### Albums studio
- 2018 	: Look into the Black Mirror (Napalm Records)
- 2023 : Tomorrow Will Be Without Us

### EP
- 2014 : Black Mirrors
- 2017 : Funky Queen

### Clips
- 2017 : Funky Queen
- 2018 : Günter Kimmich
- 2018 : Moonstone
- 2022 : Hateful Hate, I'll Kill You